# Jana Pinka

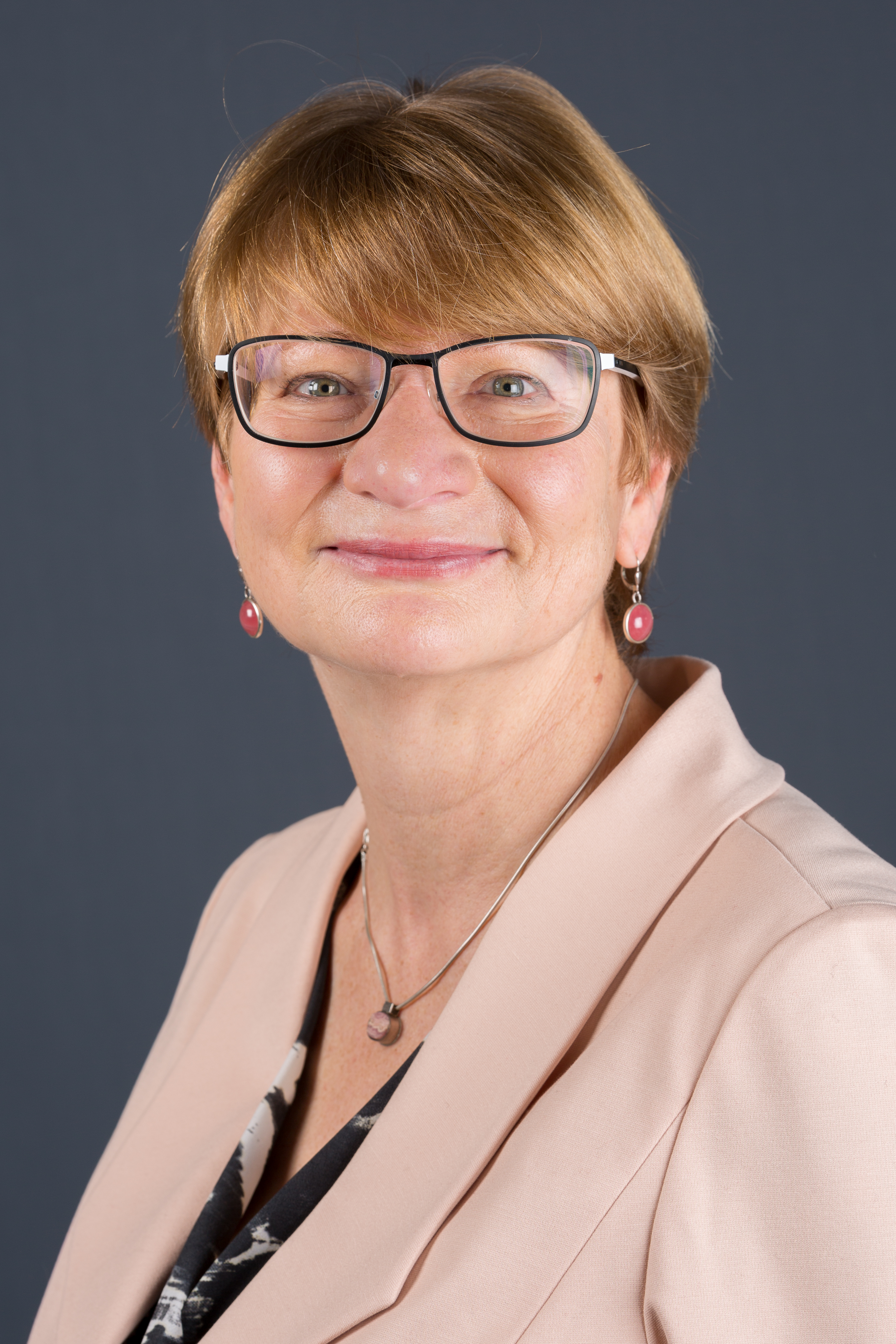
Jana Pinka, 2016

Jana Pinka (* 3. November 1963 in Freiberg) ist eine deutsche Politikerin (PDS, Die Linke, parteilos). Im September 2009 zog sie als Abgeordnete in den Landtag von Sachsen ein, dem sie bis 2019 angehörte.

## Leben und Beruf
Pinka arbeitete von 1982 bis 1983 als Geologenhelfer im VEB Forschung und Erkundung Freiberg. Von 1983 bis 1988 absolvierte sie an der Bergakademie Freiberg ein Studium der Geowissenschaften, das sie als Diplommineralogin abschloss. Anschließend war sie von 1989 bis 1992 als wissenschaftliche Mitarbeiterin in der Sektion Chemie der Bergakademie tätig, wo sie zum Dr. rer. nat. promovierte. Ab 1993 war sie bei G.E.O.S. Ingenieurgesellschaft mbH Freiberg und von 2004 bis 2008 zeitweilig mit einer halben Stelle an der Technischen Universität Berlin im Fachgebiet Mechanische Verfahrenstechnik tätig. 2009 war sie stellvertretende Geschäftsbereichsleiterin Wasser – Energie – Biotechnologie der G.E.O.S. Freiberg Ingenieurgesellschaft mbH.
Jana Pinka ist seit 1986 verheiratet, hat zwei Kinder und gehört keiner Konfession an.

## Politik
Pinka ist seit 1983 Mitglied der SED bzw. der daraus hervorgegangenen Parteien PDS (1989–2007) und seit 2007 Die Linke. Von 1984 bis 1989 war sie als Vertreterin der FDJ Kreisrätin im Kreis Freiberg. Von 1999 bis 2004 war sie sachkundige Einwohnerin im Bereich Technik im Stadtrat Freiberg. Seit 2004 ist sie Stadträtin in Freiberg, seit 2024 für  das Bürgerbündnis „Freiberg für alle“. Im September 2009 zog sie für die Linke in den Landtag von Sachsen ein. Dort war sie stellvertretende Fraktionsvorsitzende ihrer Fraktion sowie Mitglied im Europaausschuss und Mitglied im Ausschuss für Umwelt und Landwirtschaft. im November 2024 trat sie aus der Partei aus.

## Engagement
Pinka ist eng mit der Bergakademie Freiberg und deren Historie verbunden. Am 1. Juli 2017 wurde auf Initiative und mit Spendengeldern von Pinka (sowie des Vereins der Freunde und Förderer der Bergakademie Freiberg) in einer Festveranstaltung, mitorganisiert vom Verein Denk Mal Fort! e.V., anlässlich des 200. Todestages dem großen Mineralogen, Geologen und Bergbaukundler Abraham Gottlob Werner am Werner-Denkmal in Dresden-Löbtau, vor dem Neuen Annenfriedhof gedacht. Dazu wurde eine neue Gedenkstele eingeweiht.